# Верден (станция)
Верден — узловая железнодорожная станция и вокзал в городе Верден, департамент Мёз, Лотарингия.
Вокзал был построен по проекту Гюстава Эйфеля. Первый поезд здесь прошёл 14 апреля 1870 года. Станция стала пересечением линий Шалон-ан-Шампань — Агондаж и Седан — Лерувиль. Линии эти имели большое транспортное значение, здесь перевозилась продукция сталеплавильных заводов Лотарингии, шли военные грузы к укреплениям под Верденом.
Станция обслуживается поездами компаний TER Lorraine и TER Champagne-Ardenne (линии от Вердена к Мец и Шалон-ан-Шампань.
- TER Lorraine / TER Champagne-Ardenne